# Церква Святого Духа (Тернопіль)
Церква Святого Духа в Тернополі — парафія і греко-католицький храм Тернопільсько-Зборівської архієпархії Української греко-католицької церкви в Тернополі (деканат м. Тернополя — Східний).

## Історія церкви
Парафію утворено у 2000 році. З благословення владики Михаїла Сабриги 1 листопада 2000 року розпочалося будівництво каплиці Святого Духа, яку освятили 4 червня 2001 року.
У 2008 році Тернопільсько-Зборівський єпарх владика Василій Семенюк освятив наріжний камінь під будівництво нового храму. Головним архітектором проєкту став Микола Кіт.
При парафії діють такі спільноти та організації:
- Архибратство Матері Божої Неустанної Помочі.
- Спільноти «Матері в молитві» та «Подружні зустрічі».
- Вівтарна та Марійська дружини.
- Українська молодь — Христові.
- Катехитична недільна школа для дітей та катехизація для дорослих «Школа Святого Духа».

Щотижня виходить парафіяльний обіжник «Живе Слово», яким опікується спільнота «Редколегія Святого Духа».

## Парохи
- о. Іван Рудий (з 2000, адміністратор),
- о. Олег Каратнюк (2004—2021, сотрудник),
- о. Роман Підгайний (з 2021, сотрудник),
- о. Богдан Мельничин (2021 - 2024, сотрудник).
- о. Олег Скульський (з 2024, сотрудник)